# 霍蒙瑙伊·马顿
霍蒙瑙伊·马顿（匈牙利語：Homonnai Márton，1906年2月5日—1969年10月15日），匈牙利男子水球运动员。他曾代表匈牙利参加1924年、1928年、1932年和1936年夏季奥林匹克运动会水球比赛，共获得二枚金牌和一枚银牌。